# آب‌انبارهای نامن
آب‌انبارهای نامن مربوط به دوره صفوی است و در شهرستان داورزن، ۷۰۰ متری شمال غرب روستای نامن واقع شده و این اثر در تاریخ ۱۶ اسفند ۱۳۸۴ با شمارهٔ ثبت ۱۴۳۷۲ به‌عنوان یکی از آثار ملی ایران به ثبت رسیده‌است.